# Mars Climate Orbiter
A Mars Climate Orbiter amerikai űrszonda 1998. december 11-én indult Cape Canaveralból és 1999. szeptember 23-án érkezett meg a Marshoz. Pályára állás közben megszakadt a kapcsolat a szondával. A repülésirányítók hibája miatt túlságosan behatolt a légkörbe és elégett.
A Mars Surveyor 1998 másik űrszondájának, a Mars Polar Landernek a küldetése is kudarccal végződött. A sorozatos sikertelenségek miatt a NASA átszervezte marskutató programját.
A Mars Climate Orbiter feladatai közé tartozott a bolygó térképezése és a légkör tanulmányozása. Műszerek: MARCI kamera, PMIRR radiométer.

## A küldetés katasztrofális vége
Az űrszonda elérte a Marsot, és 1999. szeptember 23-án 09:01 UTC-kor (ERT: a Marsról érkező jel útideje 10 perc 55 másodperc) 16 perc 23 másodpercig pályára állítási égést hajtott végre a főhajtóművel. Az űreszköz 09:06 UT ERT-kor haladt el a Mars mögött, és az égés befejezése után 10 perccel, 09:27 UT ERT-kor kellett volna újra felbukkannia és rádiókapcsolatot létesítenie a Földdel. A kapcsolat azonban nem jött létre újra, és az űrszonda sem fogadott jelet. A meghibásodást vizsgáló bizottság megállapításai szerint navigációs hiba okozta a katasztrófát, aminek közvetlen oka az volt, hogy az űrhajó néhány parancsát angol mértékegységben számították ki, az előírt metrikus helyett. Ez azt okozta, hogy az űreszköz nem a Mars feletti tervezett 140–150 km-es magasságban haladt, hanem körülbelül 57 km magasságban lépett be a Mars légkörébe. A légköri súrlódás miatt az űrhajó ilyen alacsony magasságban haladva felhevült és szétesett, gyakorlatilag megsemmisült.

## A katasztrófához vezető okok
A probléma gyökere: A metrikus mértékegységek használatának elmulasztása egy „Small
Forces” nevű szoftverfájl kódolásában, amelyet a röppályamodellekben használnak. Az 
SI-mértékegységrendszer használata követelmény volt, de ezt az egyik szoftverfejlesztő csapat (Lockheed Martin Astronautics) figyelmen kívül hagyta.
Hozzájáruló okok:
1. Az űrhajó sebesség-változását hibásan modellezték és ezt nem vették észre.
2. A navigációs csapat nem ismerte az űrhajót.
3. Nem hajtották végre az 5. számú pályakorrekciós manővert.
4. A rendszertervezési folyamat nem foglalkozott megfelelően a fejlesztésből az üzemeltetésbe való átmenettel.
5. Nem megfelelő kommunikáció a projektelemek között (ez alatt a két szoftverfejlesztő csapat értendő - a JPL és a Lockheed Martin Astronautics).
6. A Navigációs Csoport személyi állománya nem működött megfelelően.
7. Nem megfelelő szakmai képzés.
8. Az ellenőrzési és érvényesítési folyamat nem foglalkozott megfelelően a szoftverrel.

### Magyar oldalak
- Mars Climate Orbiter[halott link]
- Elindult a Mars Climate Orbiter

### Külföldi oldalak
- Mars Climate Orbiter